# Strategikon
Strategikon (grčki Στρατηγικόν) predstavlja vizantijski vojni priručnik, napisan najverovatnije krajem 6. veka n.e. U prošlosti su postojale nesuglasice oko toga ko je napisao Strategikon, ali danas se ovaj priručnik skoro jednoglasno citira pod imenom nepoznatog autora, Pseudo-Mavrikija. Smatra se da je car-vojskovođa Mavrikije samo naručilac ovog dela, a da ga je sastavio njegov brat Petar ili neki drugi general sa Mavrikijevog dvora. Jednostavnog stila i bez impresivne retorike, Strategikon je praktičan priručnik, "prilično skroman elementarni priručnik" prema rečima njegovog uvoda, "za one koji žele da postanu generali". Sastoji se od dvanaest delova ili glava, od kojih je svaka podeljena na manja poglavlja. Autor opisuje organizaciju vojske i borbenu taktiku, fokusirajući se najviše na konjicu.

## Sadržaj
Knjiga I - Uvod
Knjiga II - Formacija konjice u borbi
Knjiga III - Formacije tagmi
Knjiga IV - Zasede
Knjiga V - Transport zaliha
Knjiga VI - Različite taktike i vežbe
Knjiga VII - Strategija. Tačke koje general treba uzeti u obzir
Knjiga VIII - Opšta uputstva i maksime
Knjiga IX - Iznenadni napadi
Knjiga X - Opsada
Knjiga XI - Karakteristike i taktike različitih naroda
Knjiga XII - Mešovite formacije, pešadija, kampovi i lov

## Kratak pregled

### Knjiga I - Uvod
Teme o kojima ova knjiga govori su: obuka i vežbe vonika kao pojedinaca, naoružanje konjanika i osnovna oprema, različita zvanja oficira i vojnika, organizaciju vojske i raspoređivanje oficira, kako tagmatični komandanti biraju svoje potčinjene oficire i borbene vođe i organizuju tagmu u odrede, propisi o vojnim zločinima koji se daju vojnicima, propisi o vojnim zločinima koji se daju tagmatičnim komandantima, vojne kazne, marširanje kroz zemlju kada nema neprijateljske aktivnosti.

### Knjiga II i Knjiga III - Formacije konjice i tagme
Ovde su pokrivene sve teme vezane za regrutovanje, stvaranje odreda, strategije korišćenja blok formacije umesto jedne dužine vojne linije. Ovde se takođe govori o važnosti i značaju konjice u njihovom specifičnom vojnom stilu. Ove knjige sadrže i mape kao vizuelnu pomoć, kako bi pokazale kako formacije izgledaju u manjoj razmeri.

### Knjiga IV - Zasede
U ovoj knjizi se govori šta bi svaki deo formacije konjice i tagme trebalo da radi u slučaju zasede, kao i mere koje treba sprovesti da do upadanja u zasedu ne dođe. Određeni razmaci među odredima smanjuju mogućnost zasede da dopre do jednog odreda bez intervencije odreda dalje iza.

### Knjiga V - Transport zaliha
Transport zaliha treba uzimati u obzir sa najvećom pažnjom, jer su tu sastojci za formiranje naredne bazne funkcije. Zalihe treba držati dalje od područja borbe, kako u slučaju da padnu u ruke neprijatelju, moral vojnika ne bi opao. Rezerve konja treba držati zajedno sa zalihama od početka bitke, jer oni nisu potrebni na liniji fronta i samo bi doprineli konfuziji u bici.
Rezerve treba da budu obezbeđene na prostoru sa lako dostupnom vodom i travom, na udaljenosti od oko 30 - 50 milja od glavne bitke, sa dve vojne jedinice (bandon, grčki βάνδον, latinski bandus ili bandum) za zaštitu. Odbrambene snage trebaju izabrati sposobne vojne koji će formirati lanac komunikacije od kampa sa rezervama do linije fronta. U toku kretanja, prtljag treba voditi odvojeno od linije marša. U prisustvu neprijatelja, rezerve su u sredini karavana, kako bi se izbegla neprijateljska uznemiravanja.

### Knjiga VI, Knjiga VII, Knjiga VIII - Taktike, vežbe, strategije i opšta uputstva
Knjiga VI sadrži taktike i vežbe za treninig pojedinaca, kao i znanje o oružju, akcijama i strategijama potrebnim za bitku. 
Knjiga VII daje različite strategijske tačke koje generali treba da razmotre, pre nego što se upuste u bitku, ne nužno rat.
Knjiga VIII pokriva detalje instrukcija koje su generali dobili od cara Mavrikija.

### Knjige IX i X - Iznenadni napadi i zasede
Ove knjige govore o različitim strategijama koje vizantijska vojska koristi da i iznenadi neprijatelja ili izvši opsadu neprijateljske teritorije. 

### Knjige XI i XII - Karakteristike naroda, pešadija, kampovi...
Knjiga XI govori o različitim narodima, tadašnjim neprijateljima Vizantije (Franci, Lombardi, Avari, Sloveni...), njihovim opštim karakteristikama i taktikama koje koriste u borbi.
Knjiga XII pokriva različite formacije i uputstva šta bi pešadija i ostatak tagmi trebali da rade dok je konjica u formaciji i upotrebi. 

## O neprijatelju
Sve korisno i potrebno, i sa ratnog gledišta značajno, o životu i načinu neprijatelja autor izlaže u posebnoj glavi Strategikona (Knjiga XI). 
- Pa tako za Persijance govori da su izopačeni, ali pokorni, i "izdržljivi u radu i ratovanju u ime svoje otadžbine".
- Skiti, Turci, Avari i njima slični su nomadski narodi; žilavi, sujeverni, bezobzirni, posvećeni želji za bogatstvom. Dobri su u jahanju i streljaštvu, imaju mnogo konja. Dugo ostaju na konjima, ali nisu spretni kada idu peške i ne izdržavaju dugo na nogama.
- Franci, Lombardi i njima slični veoma cene slobodu. Neustrašivi su i odvažni u bici. Nedisciplinovani su u napadu i neposlušni prema svojim vođama. Pohlepni su i potkupljivi. Ne izdržavaju na vrućini i hladnoći, lako upadaju u zasede, njihovi kampovi su veoma neorganizovani.
- Sloveni, Anti i njima slični imaju iste običaje i ne dopuštaju da budu porobljeni.[4] Sloveni su se prema robovima ophodili povoljnije nego ostali narodi; posle određenog vremenskog perioda uz otkup rob je bio oslobođen i mogao je otići kući, ili ostati da živi kao ravnopravan član slovenske zajednice. Sa lakoćom podnose ekstremne vremenske uslove i nestašice hrane; dobri su u prelaženju vodenih površina, kao i skrivanju pod vodom (koristili su šuplje trske kao disaljke). Prijateljski su prema strancima, i poznato je njihovo gostoljublje - osveta gosta je smatrana obavezom.[5] Lako ih je podmititi, nesložni su i međusobno se ne trpe. Vešti su s oružjem i snalažljivi u uskim šumovitim predelima, ali neorganizovani u borbama na otvorenom. Autor hvali slovenske žene, koje su čestite i "želele da i same umru po muževljevoj smrti".[5]

## Uticaj i značaj
Ovaj priručnik se smatra jednim od najvažnijih vojnih tekstova srednjeg veka, zajedno sa priručnikom iz X veka koji se pripisuje caru Lavu VI (Tactica) i priručnicima Nićifora II. Delo Tactica se u velikoj meri oslanja na Strategikon.
Uprkos mnogim slavnim pobedama Vizantije, pada u oči da Vizantinci nisu mnogo negovali literarno-teorijsku obradu vojne veštine. Njihova vojna genijalnost i izvrsnost vojske nisu ostavili trajni otisak na vizantijskom vojnom sistemu. To je učinjeno reformama Mavrikija koje su kodifikovane u Strategikonu. Ove reforme su bile bile toliko uspešne da su ostale manje - više nepromenje u narednih pet vekova. 
Ipak veoma malo kopija ovog dela je sačuvano. Štampana verzija grčkog teksta pojavila se tek 1981. godine, a prevod na engleski tek 1984.
Strategikon se od drugih vojnih knjiga i priručnika svoga vremena razlikuje u suštinskim i rudimentiranim stvarima , koje su "poliranije književne kompozicije žanra obično previdele kao suviše tehničke i trivijalne." Glavna zabrinutost Pseudo-Mavrikija je rutinska procedura i svakodnevna praksa vojske, zajedno sa propisanim funkcijama oficira.
Strategikon u nekoj meri pruža uvid i u vizantijski pravni sistem, jer navodi propise i kazne za vojne prekršaje.
Knjiga XI Strategikona daje nam uvid u to koji su narodi okruživali graniece Vizantije. Iako je jasno da pisac u delu o Slovenima, govori jedino o Slovenima sa leve strane Dunava, Strategikon je jedan od najbogatijih dokumenata o ranoj društvenoj strukturi i kulturnom razvoju Slovena krajem VI i početkom VII veka.